# Hypena brevicella
Hypena brevicella är en fjärilsart som beskrevs av Louis Beethoven Prout 1928. Hypena brevicella ingår i släktet Hypena och familjen nattflyn. Inga underarter finns listade i Catalogue of Life.